# 菲律宾襞蛤
菲律宾襞蛤（学名：Plicatula philippinarum），是莺蛤目猫爪蛤科猫爪蛤属的一种。主要分布于中国大陆，常栖息在潮间带的珊瑚礁上，以右壳固着于岩石或珊瑚礁上。
其种加词“philippinarum”意为“菲律宾的”。